# لوكا شبتيتش
لوكا شبتيتش (بالكرواتية: Luka Šebetić) مواليد 26 مايو 1994 في بيلوفار، كرواتيا، هو لاعب كرة يد كرواتي يلعب كظهير أيمن. مثل منتخب كرواتيا لكرة اليد.

## سجل المنافسة
شارك في البطولات التالية:
- بطولة أوروبا لكرة اليد للرجال 2016

## روابط خارجية
- لوكا شبتيتش على موقع الاتحاد الأوروبي لكرة اليد (الإنجليزية)